# Калцит
Калцит је минерал из групе карбоната, чија је хемијска формула . Друга полиморфна модификација, са истом хемијском формулом је минерал арагонит, који је нестабилан на температури од преко 470°C. Калцит је врло распрострањен минерал у природи, јер изграђује кречњак.

## Особине
Кристалише ромбоедарски, мада су природни ретки природни кристали калцита у ромбоедарској кристалној системи. Ипак, кристалише у различитим варијететима кристалног хабитуса - примитивни ромбоедар, скаленоедар.
По Мосовој скали тврдине минерала, калцит има тврдину 3. Специфична тежина је 2.71. Боје је безбојне, до беле, провидан, стакласте сјајности. Има савршену цепљивост по пљосни ромбоедра.

## Постанак
Може постати на више начина:
- хидротермално, када прати различите рудне минерализације;
- седиментно, у кречњаку;
- метаморфно, у мермеру.

## Примена
Може се примењивати за:
- добијање креча:

|  |
|  |
|  |

- у грађевинарству, као украсни камен (при чему се користи мермер).